# Гомес Фернандес, Альберто
Альберто Го́мес Ферн́андес (исп. Alberto Gómez Fernández; 27 декабря 1980 года, Мадрид), более известный как Нагоре (исп. Nagore) — испанский футболист, играющий на позиции защитника.

## Карьера
Нагоре до 30 лет играл в лигах не выше уровнем Сегунды B. Он, будучи игроком команды Сегунды B «Алькоркон» принимал участие в её известном матче в рамках Кубка Испании 2009/10, в котором представитель третьей по значимости лиги Испании разгромил именитый мадридский «Реал» со счётом 4:0. По итогам того же сезона «Алькоркон» добился выхода в Сегунду, что позволило Нагоре дебютировать на этом уровне 18 сентября 2010 года, в домашнем поединке против «Жироны». Спустя две недели он забил свой первый гол в Сегунде, отметившись в домашнем матче с «Райо Вальекано».
В начале 2014 года Нагоре перешёл в клуб испанской Примеры «Леванте». 9 февраля того же года, в возрасте 33 лет, он дебютировал в главной испанской лиге, выйдя на замену в середине первого тайма гостевой игры против «Реал Сосьедада». Всего сыграл 4 матча в высшем дивизионе.
Проведя в «Леванте» полгода Нагоре вернулся в «Уэску», за которую отыграл ещё один сезон, после чего стал свободным агентом. С конца января 2016 года он представляет клуб Сегунды «Уэска».